# 西明石車站
西明石車站（日语：／ Nishi-akashi eki */?）是一個位於日本兵庫縣明石市小久保二丁目7番20號，由西日本旅客鐵道（JR西日本）所經營的鐵路車站。西明石車站是山陽新幹線與在來線的JR神戶線（本身屬山陽本線的一部份）之交會站，以營運區域來說，是以大阪為中心的都市網路（アーバンネットワーク，Urban Network）其中一部份。此站以東到琵琶湖線（東海道本線）的草津車站為長達120公里的四線鐵路（複複線）區間；以西為雙線鐵路（複線）。

## 車站結構

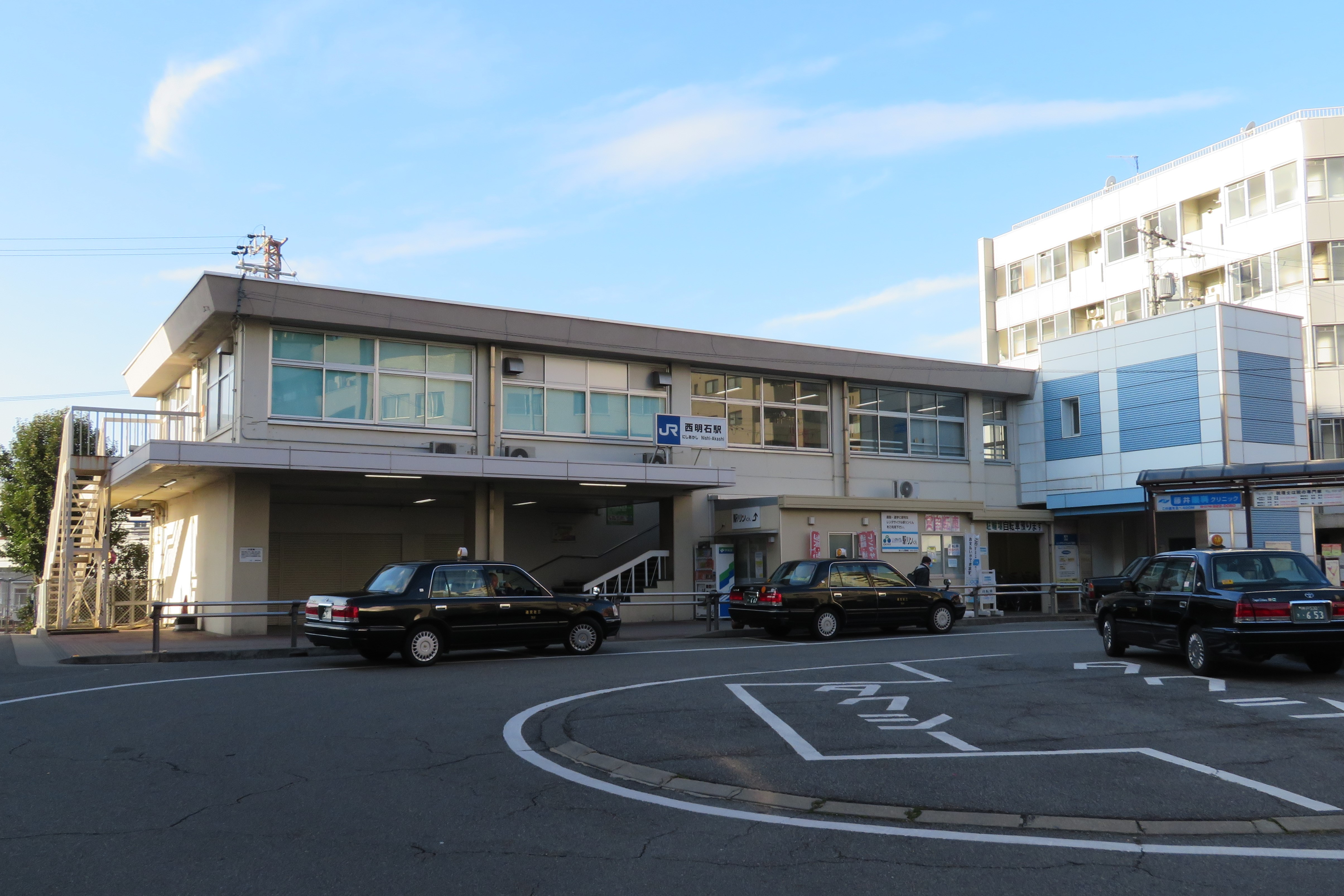
東口

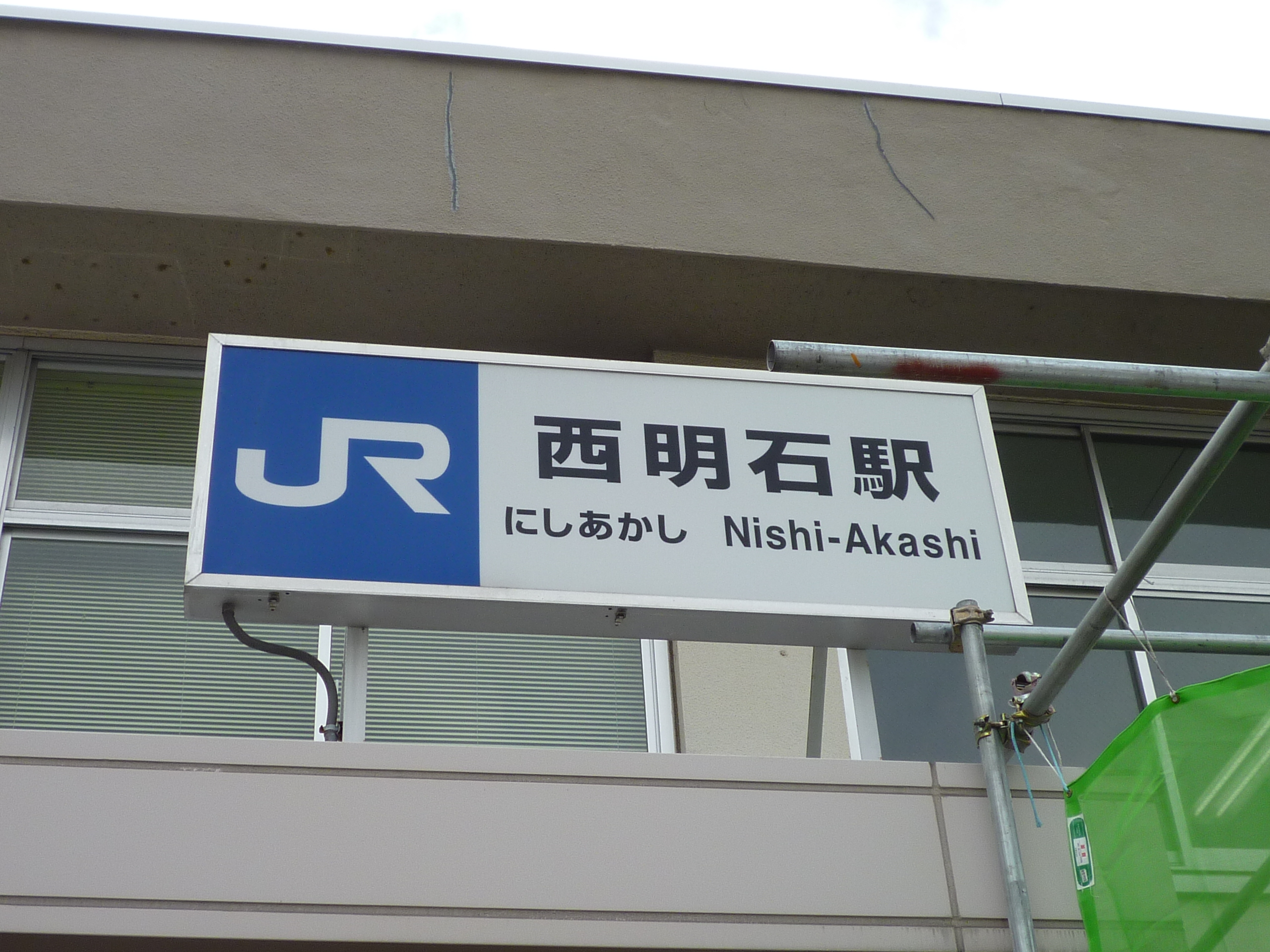
西明石站站名牌（2010年10月27日）

新幹線月台與在來線月台距離較遠，因此兩者以跨線天橋（在來線的姬路一側）連結。此跨線橋為位車站南側，是車站南側新幹線的乘客前往在來線月台所途經的。2005年西口大堂的翻新工程完成後，大堂的面積有所減少。
此站的站長配置為直營站，管理站，並管轄明石市內的山陽本線其他車站包括朝霧站、明石站、大久保站及魚住站4站。

### 月台配置
新幹線為對向式月台2面2線，中間設有2條通過線的高架車站。在來線為跨站式站房，島式月台3面6線的地面車站。

#### 在來線
下表的路線名標記旅客資訊上的名稱（愛稱）。
| 月台 | 路線     | 方向             | 軌道   | 目的地                 | 備註                           |
| ---- | -------- | ---------------- | ------ | ---------------------- | ------------------------------ |
| 1    | JR神戶線 | 上行             | 列車線 | 三之宮、尼崎、大阪方向 | 新快速（快速的一部分列車使用） |
| 2    | JR神戶線 | 下行             | 列車線 | 加古川、姬路方向       | 新快速                         |
| 3    | JR神戶線 | 上行             | 電車線 | 三之宮、尼崎、大阪方向 | 快速（普通的一部分列車使用）   |
| 4    | JR神戶線 | 上行             | 電車線 | 三之宮、尼崎、大阪方向 | 普通                           |
| 5    | JR神戶線 | 上行             | 電車線 | 三之宮、尼崎、大阪方向 | 普通                           |
| 下行 | JR神戶線 | 加古川、姬路方向 | 電車線 | 普通的一部分列車       |                                |
| 下行 | JR神戶線 | 加古川、姬路方向 | 電車線 | 6                      | 普通                           |

#### 新幹線
| 月台 | 路線       | 方向 | 目的地           |
| ---- | ---------- | ---- | ---------------- |
| 11   | 山陽新幹線 | 下行 | 岡山、博多方向   |
| 12   | 山陽新幹線 | 上行 | 新大阪、東京方向 |

## 使用情況
2018年（平成30年）度1日平均上車人次為32,063人。此站JR西日本車站當中排行第23位。
根據「明石市統計書」（明石市總務部情報管理課、編）與「兵庫縣統計書」，年間上車與1日平均上車人次如下表。
| 年度   | 年間 上車人數 | 左述當中 定期使用者 | 一日平均 上車人次 |
| ------ | ------------- | ------------------- | ----------------- |
| 1999年 | 11,627千      | 8,103千             | 31,767            |
| 2000年 | 11,502千      | 7,997千             | 31,511            |
| 2001年 | 11,347千      | 7,862千             | 31,087            |
| 2002年 | 11,198千      | 7,771千             | 30,679            |
| 2003年 | 11,286千      | 7,791千             | 30,835            |
| 2004年 | 11,160千      | 7,762千             | 30,576            |
| 2005年 | 11,209千      | 7,784千             | 30,711            |
| 2006年 | 11,297千      | 7,858千             | 30,714            |
| 2007年 | 11,297千      | 7,910千             | 30,866            |
| 2008年 | 11,375千      | 7,995千             | 31,164            |
| 2009年 | 11,166千      | 7,918千             | 30,591            |
| 2010年 | 11,062千      | 7,836千             | 30,308            |
| 2011年 |               |                     | 30,441            |
| 2012年 |               |                     | 30,745            |
| 2013年 |               |                     | 31,113            |
| 2014年 |               |                     | 30,772            |
| 2015年 |               |                     | 31,502            |
| 2016年 |               |                     | 31,763            |
| 2017年 |               |                     | 31,977            |
| 2018年 |               |                     | 32,063            |

## 相鄰車站
※新幹線的停車站參見各列車條目。
西日本旅客鐵道
山陽新幹線
新神戶－西明石－姬路
 JR神戶線（山陽本線）
■新快速
明石（JR-A73）－西明石（JR-A74）－加古川（JR-A79）
■快速、■普通
明石（JR-A73）－西明石（JR-A74）－大久保（JR-A75）

## 相關項目
- 日本鐵路車站列表
  - 日本鐵路車站列表 Ni
- 西日本旅客鐵道
  - 山陽新幹線
  - JR神戶線

## 外部連結
- 西明石｜車站資訊：JR出門網 - 西日本旅客鐵道

34°40′00″N 134°57′38″E / 34.66667°N 134.96056°E